# Iapetosz
Iapetosz (görögül: Ίαπετός) a görög mitológiában Gaia és Uranosz fia, titán. Felesége Klümené Ókeanisz, aki Atlaszt és Menoitioszt, Prométheuszt és Epimétheuszt szülte neki. Más források szerint Iapetosz anyja Aszia Ókeanisz, Iapetosz a titanomakhia résztvevője, Zeusz a Tartaroszba taszította, ahol osztozott titánfivérei sorsában. Az istenek atyja Iapetoszt a Hekatonkheirek őrizete alatt tartotta fogva, de később hatalma megszilárdítása után szabadon engedte.
A közel-keleti kozmogenezisekben megjelenő, az eget és földet elválasztó négy világpillér egyike. Ő a nyugati pillér. Szerepét később fia, Atlasz veszi át.